# Joan Kelly-Gadol
Joan Kelly-Gadol est une historienne américaine spécialiste de la Renaissance. 
Elle est notamment connue pour son article  « Did Women Have a Renaissance? » (1977). En remettant en cause la notion de Renaissance en s'appuyant sur le genre, l'article a été pionnier et a ouvert la voie à de nombreux autres travaux.